# Beneš-Mráz Be-50 Beta-Minor

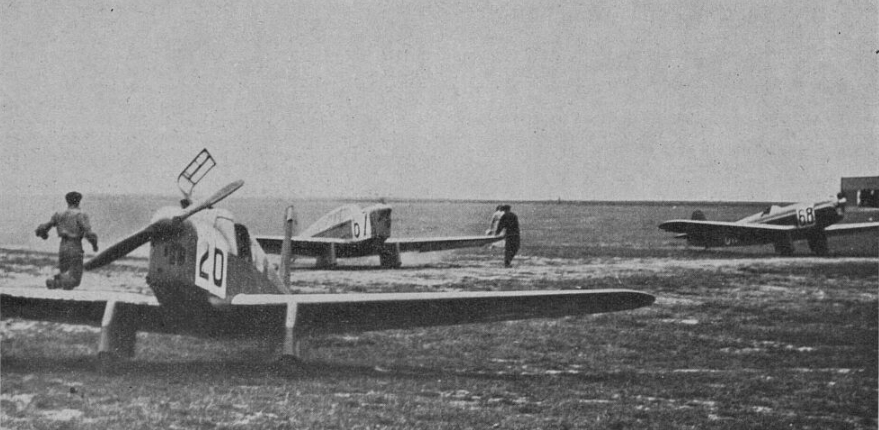
Beneš-Mráz Be-501 Bibi, Be-502 Bibi e o Be-50 Beta-Minor em Angers (1936)

O Beneš-Mráz Be-50 Beta-Minor foi um pequeno avião desportivo fabricado na Checoslováquia pouco antes do início da Segunda Guerra Mundial. Estas aeronaves foram projetadas pelo Eng. Pavel Beneš e construídas na fábrica de Beneš e J. Mráz em Choceň.

## Projeto e desenvolvimento
O Be-50 Beta-Minor foi criado em 1935 como uma segunda aeronave, no mesmo período do modelo principal Be-60 Bestiola, originário da recém-estabelecida fábrica em Choceň. O primeiro protótipo decolou em 31 de agosto de 1935, pilotado por Josef Koukal, entrando no registro aeronáutico em 13 de setembro de 1935, com a matrícula OK-BEB. O segundo protótipo (Be-50.2) com várias modificações voou em 27 de fevereiro de 1936 (matrícula OK-BEF recebida em 2 de maio de 1936). Pouco antes, no outono de 1935, o Ministério Público da Checoslováquia fez o pedido de 15 aeronaves. Um segundo pedido foi realizado e entregue pela fábrica no fim do mês de maio de 1938. Neste último, 26 aeronaves foram construídas.
Os modelos da série (Be-50, Be-51, Be-52 e Be-56) f oram posteriormente seguidos estruturalmente pela série iniciada pelo Beneš-Mráz Be-150 Beta-Junior (1936). O Be-54 Super Beta utilizava um motor Walter Major 6, com os conseguintes Be-55 e Be-57. Entretanto, nenhum destes projetos obteve sucesso.
O Be-50 foi popular em aeroclubes checoslovacos e venceu vários prêmios em competições nacionais e internacionais.

## Descrição

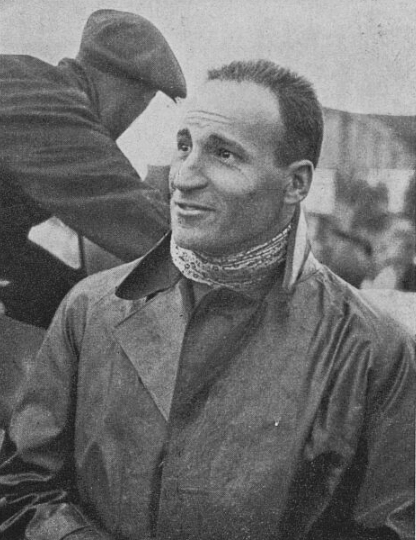
Eng. J. Hausman, piloto do Be-50 em Angers (1936)

O Be-50 era uma aeronave de asa baixa, construída de madeira, com cabine de pilotagem aberta em tandem, um trem de pouso fixo e com um motor de quatro cilindros em linha Walter Minor 4, girando uma hélice com duas pás de madeira. A estrutura em madeira da fuselagem era coberta com madeira compensada e as partes móveis das superfícies da cauda com tela. A asa vinha equipada com flaps, algo não muito comum para sua época. A capota do motor era feita de folhas de alumínio.
Graças à curta distância requerida para pousos e decolagens, esta aeronave se enquadrava na categoria de aeronaves STOL. O Be-50 era excelente em suas características de voo, conhecido por sua estabilidade direcional e manutenção de altitude. Os próprios pilotos costumavam dizer que no caso de qualquer problema, o melhor era tirar os pés e mãos dos controles que a aeronave se controlaria sozinha.

## Utilização
Este modelo obteve vários sucessos em competições aéreas. Já em setembro de 1935, a aeronave participou no Voo Nacional da República Checoslovaca, onde, entretanto, terminou em 12º lugar. O primeiro e grande sucesso internacional foi em uma competição organizada na França, denominada Douze heures d'Angers ("Doze horas da cidade de Angers"), que era na verdade uma analogia de uma corrida de carros. O princípio da corrida era cumprir o trecho mais longo possível em um dado circuito em 12 horas. A participação da versão com assento único, com tanques de combustível maiores, trouxe ao Eng. J. Hausman o terceiro lugar na categoria de aeronaves com motores de até 4 L de deslocamento. O vencedor nesta categoria foi o Be-502 Bibi pilotado pelo Maj. Josef Kallou. Na classificação geral, independente da categoria, o Major ficou em segundo lugar e Hausman em quinto, com o Ten. Cel. Mareš (em um Be-501 com um motor Walter Mikron de 2 L) em sexto lugar, dentre 11 classificados.
Na tarde de 8 de julho, o Aeroclube da República Checoslovaca organizou em conjunto com a Beneš-Mráz, Walter e Shell uma recepção aos vencedores da corrida internacional "Douze Heures d'Angers" no aeroporto de Praga. Os participantes da corrida Ten. Cel. Mareš, Maj. Kallou, Novak e o Ten. Cel. Eng. Hausman foram recebidos pelo Cel. Dr. Vicherek (do Ministério Público), por Vítězslav Kumpera (da Walter), por Beneš (da Beneš-Mráz) e pelo Eng. Frost (da Shell). Os participantes da corrida receberam buquês e coroas de louro, além de medalhas em memória desta vitória internacional. Após esta recepção festiva, os convidados e vencedores foram ao hangar do clube, onde foram incluídos em um amistoso ambiente com várias perguntas por parte da imprensa.
As aeronaves Be-50 e Be-51 participaram em 22-29 de agosto de 1937 no segundo ano da competição italiana Raduno del Littorio. O Capt. J. Polma em um Be-51 ficou em 4º lugar entre 53 participantes que concluíram a competição, de um total de 76 participantes. Outros Be-50 foram pilotados pelo Ten. Škopem e Ten. Maláčem, Eng. Svoboda e J. Steinbaur, Eng. Polák e Eng. Jílkem, ficaram em 11º, 13º e 14º lugares, apesar de na mesma corrida a tripulação de Šlouf-Platák (OK-EAA) ter que fazer um pouso de emergência a nível do mar.
No mesmo ano, em setembro de 1937 na Checoslováquia, foi o 3º ano do Voo Nacional, onde o Be-50 ficou em terceiro (com o Eng. Vlasák-Šilhan), quarto (com o Dr. Miklenda e o Eng. Polívka), sexto (Kotiba-Růžička) e sétimo (Kluka-Martínek). Outros sucessos foram alcançados pelo Be-50 em voos internacionais para Zurique e Paris em uma corrida organizada pelos países da Pequena Entente em 1938, na qual ficou em quarto lugar na categoria IA e sexto na categoria IIA.

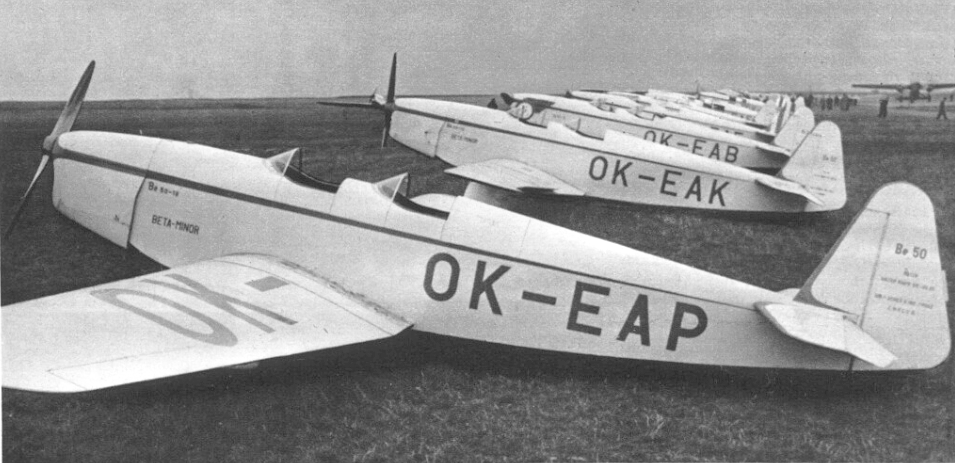
Beneš-Mráz Be-50 Beta-Minor no Voo Nacional (1937)

O modelo também alcançou três recordes internacionais em sua categoria (com motor de até 4 L de deslocamento). Dois foram de altitude, com o primeiro atingindo 5 603 m (18 400 ft) em novembro de 1937 pela tripulação Červenka-Kučera, na aeronave OK-EAC, seguido pelo segundo em fevereiro de 1938 com a tripulação Červenka-Záleská, subindo para uma altitude de 5 935 m (19 500 ft). No entanto, esse recorde foi quebrado um mês depois pela aeronave Tatra T.101. Em março de 1938, os tripulantes Kulhánek-Zelený atingiram um recorde de velocidade em uma distância de 100 km (54,0 m.n.), atingindo 196 km/h (106 kn).
Como parte de uma mobilização geral em 1938, a maior parte das aeronaves civis checoslovacas foram solicitadas pelas forças armadas e serviram na Força Aérea Checoslovaca sem armas, em esquadrões para transporte de malotes.
Após a ocupação nazista de suas terras, as aeronaves foram confiscadas pela Luftwaffe. Desde março de 1939, ela utilizou cerca de 30 Be-50, utilizando-os para treinamento em escolas de voo e também como avião de ligação. Outras aeronaves foram entregues à República Eslovaca.

### Operadores
- Checoslováquia
  - Força Aérea Checoslovaca
  - Aeroclubes
  - Četnické letecké hlídky (Patrulha Aérea Policial)
- Estado Independente da Croácia
  - Força Aérea do Estado Independente da Croácia
- Alemanha Nazista
  - Luftwaffe
- Eslováquia
  - Força Aérea da República Eslovaca

## Réplica

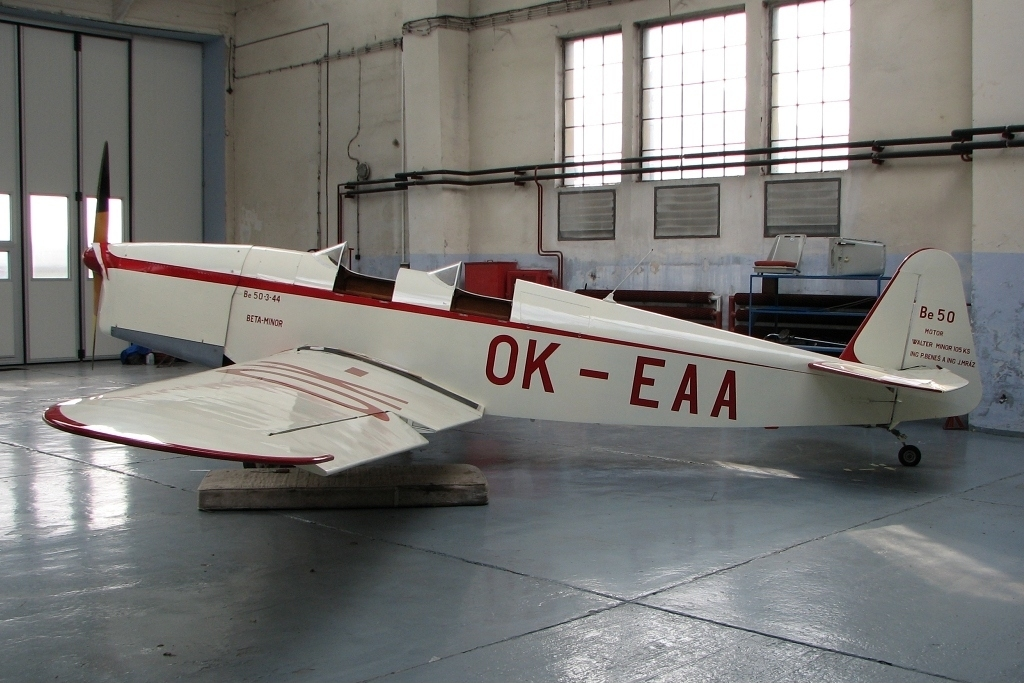
Réplica de um Beneš-Mráz Be-50

Em 2015, uma réplica do Be-50 foi construído em colaboração com Jan Klaban, o Museu de Aviação de Kbely e o Instituto de História Militar, baseado nos desenhos e documentação originais, utilizando os mesmos materiais e procedimentos de produção da aeronave original, apesar de alguns componentes originais não puderem ter sido obtidos. Foi exibida pela primeira vez durante a tradicional abertura do Museu de Kbely em 2013. Decolou pela primeira vez em 22 de maio de 2015, pilotado por Jiří Unzeitig em Mladá Boleslav,, com a matrícula OK-EAA. Esta matrícula pertenceu originalmente à aeronave nº 3, registrada e, 14 de maio de 1937. A aeronave, cujo batismo e decolagem ocorreu em Mladá Boleslav, é a 44ª aeronave deste modelo. Tanto Jan Klaban como o Diretor do Instituto de História Militar, Aleš Knížek, o responsável pelo Museu de Aviação, Vladimír Handlík, e o governador da Boêmia Central, Karel Horčička, participaram da cerimônia.
Em 6 de agosto de 2016, ao pousar na pista 34 do Aeroporto de Mladá Boleslav (LKMB), a aeronave se descontrolou e pousou duro devido a uma cortante de vento no momento do pouso. Nem o piloto nem o passageiro (que era o construtor da aeronave) sofreram lesões, e o dano à aeronave foi tão pequeno que permitiu que continuasse até o hangar. Dois anos depois, em 11 de agosto de 2018, uma réplica se acidentou próximo a Strunkovice nad Blanicí, no distrito de Prachatice, durante um voo de demonstração em um show aéreo. A aeronave foi destruída e seu piloto morreu.